# Hartwig Steusloff
Hartwig Steusloff (* 15. Juli 1937; 21. Juli 2021) war ein deutscher Nachrichtentechniker, Informatiker und Hochschullehrer. Er leitete von 1984 bis 2004 das Fraunhofer-Institut für Informationsverarbeitung in Technik und Biologie (IITB) in Karlsruhe.

## Werdegang
Steusloff studierte in Darmstadt und München Nachrichtentechnik und kam 1968 als wissenschaftlicher Mitarbeiter an das Fraunhofer-Institut für Schwingungsforschung (ISF) nach Karlsruhe. 1977 wurde er mit seiner Dissertation über Hochsprachen für verteilte Echtzeitsysteme, worin er einen visionären Ansatz in der Spezifikation der Programmiersprache  PEARL (Process and Experiment Automation Realtime Language) beschrieben hatte, an der Fakultät für Informatik der Universität Karlsruhe (heute Karlsruher Institut für Technologie (KIT)) zum Dr. rer. nat. promoviert. 1984 wurde er als Nachfolger von Max Syrbe für den Bereich Datenverarbeitung zum Institutsdirektor und 1995 als geschäftsführender Direktor des Fraunhofer-Instituts für Informationsverarbeitung in Technik und Biologie (IITB) ernannt. 1987 wurde er an der Fakultät für Informatik an der Universität Karlsruhe (TH) Honorarprofessor. In dieser Position beschäftigte er sich unter Berücksichtigung der Standardisierung und Normung insbesondere mit den Fachgebieten Vernetzte Echtzeitsysteme und Mensch-Maschine-Interaktion. Im März 2004 ging er in den Ruhestand. Daraufhin übernahm er den Vorsitz des Beraterkreises Technologie (BKT) der Deutschen Kommission Elektrotechnik Elektronik Informationstechnik, den er bis kurz vor seinem Lebensende wahrnahm.
Steusloff starb sechs Tage nach seinem 84. Geburtstag. Die Urnenbestattung fand am 17. August 2021 auf dem Hauptfriedhof Neureut in Karlsruhe statt.
Seine Arbeiten wirken international in den Bereichen Verteilte Systeme, Programmierung von Echtzeit-Anwendungen und Systems Engineering sowie Kommunikation und Bussysteme in der industriellen Produktion nach.

## Auszeichnungen
- 1984: Forschungspreis des Bundesministeriums für Forschung und Technik.[1]
- 2012: Ehrennadel in Gold der Deutschen Kommission Elektrotechnik Elektronik Informationstechnik (DKE).[6]
- 2016: Beuth-Denkmünze des Deutschen Instituts für Normung DIN[7][2]

## Veröffentlichungen (Auswahl)

### Als Autor
- System-Engineering für Realzeitsysteme – Bericht über das Verbundprojekt PROSYT, Springer, Berlin / Heidelberg, ISBN 978-3-642-51661-0
- Mit Dirk Heger und Max Syrbe: Echtzeitrechnersystem mit verteilten Mikroprozessoren, Fachinformationszentrum Energie, Physik, Mathematik, Eggenstein-Leopoldshafen, 1979
- Zur Programmierung von räumlich verteilten, dezentralen Prozessrechensystemen, Dissertation, Karlsruhe, Universität, Fakultät für Informatik, 1977

### Als Herausgeber
- What is good drinking water?, Stuttgart : Fraunhofer-Verlag, 2015, ISBN 9783839609613
- Integrated water resources management, Karlsruhe 2012, Fraunhofer-Verlag, Stuttgart, 2012, ISBN 9783839604786
- Integration of design, implementation and application in measurement, automation and control, München / Wien / Oldenbourg, 1992, ISBN 978-3-486-22298-2
- Wege zu sehr fortgeschrittenen Handhabungssystemen, Berlin / Heidelberg / New York, Springer, 1980, ISBN 978-3-540-09950-5